# علی بن شمس الدین لاهیجی
علی لاهیجی فرزند شمس الدین بن حسین، از مشاهیر لاهیجان، از مورخان قرن دهم است. 
او کتاب تاریخ‌خانی خود را که شامل وقایع تاریخ گیلان و طبرستان و سلسله کیایی گیلان است برای خان‌احمدخان حسینی (۱۰۰۴–۹۴۳ق) آخرین پادشاه این سلسله، نوشته است.